# Дзета (фильм)
«Дзета» (фр. Z) — политический детектив, снятый французским режиссёром Коста-Гаврасом по одноимённому роману греческого писателя Василиса Василикоса в 1969 году. Главные роли исполнили Жан-Луи Трентиньян и Жак Перрен.
Обладатель премии «Оскар» 1969 года в номинациях «Лучший фильм на иностранном языке» и «Лучший монтаж». Награждён несколькими призами Каннского кинофестиваля. Ныне считается вершиной режиссёрского мастерства Коста-Гавраса, апогеем его карьеры.

## Сюжет
В неназванной средиземноморской стране накануне выборов происходит острая борьба между консервативным правительством, опирающимся на реакционные силы, и левой оппозицией. Лидером протестующего большинства становится авторитетный доктор, депутат парламента, олимпийский чемпион. Высшие полицейские чиновники используют активистов праворадикальной группировки для организации его убийства на антивоенном митинге. Расследованием преступления занимается принципиальный следователь, который не склонен скрывать выявленные связи, указывающие на причастность к убийству людей, занимающих министерские посты. Под угрозой потери власти правящая верхушка объявляет в стране военное положение и вводит запрет на действия оппозиции.

## В ролях
- Жан-Луи Трентиньян — следователь Христос Сардзетакис
- Ив Монтан — депутат Григорис Ламбракис
- Ирини Папа — Елен, жена депутата
- Жак Перрен — журналист
- Шарль Деннер — Мануэль
- Франсуа Перье — прокурор
- Пьер Дюкс — генерал
- Жюльен Гиомар — полковник
- Жорж Жере — Ник
- Магали Ноэль — сестра Ника
- Бернар Фрессон — Мэтт
- Марсель Боццуффи — Ваго
- Ренато Сальватори — Яго
- Жан Буиз — Жорж Пиру
- Рауль Кутар — английский хирург (в титрах не указан)

## Реальная основа
Роман и фильм отображали реальные события, имевшие место в Греции в 1960-х годах. 22 мая 1963 года на антивоенном митинге в городе Фессалоники двумя ультраправыми экстремистами, проезжавшими на трёхколёсном транспорте, был смертельно ранен депутат от Единой демократической левой партии Григорис Ламбракис, который скончался в госпитале пять дней спустя. Ламбракис, врач, получивший ещё накануне войны известность в качестве чемпиона по лёгкой атлетике, был в числе популярнейших политиков страны.
Оппозиция подозревала, что за убийством Ламбракиса стоят правительство премьер-министра Константина Караманлиса и его Национальный радикальный союз. Связь между покушавшимися крайне правыми и полицией была доказана в ходе расследования, которое, несмотря на оказывавшееся давление со стороны властей, провёл следователь Христос Сардзетакис, впоследствии ставший президентом Греции. Похороны Ламбракиса переросли в полумиллионую демонстрацию протеста против политики правого правительства и действий Королевского суда, покрывавшего убийц. Греческие города покрывались граффити с посвящёнными Ламбракису надписями с буквой «Ζ» (дзета, расшифровывавшейся как греч. Ζει — «(он) жив»).
Хотя в результате этих событий правительство ушло в отставку, 21 апреля 1967 года группа ультраправых офицеров, известных как «Чёрные полковники», установила в Греции авторитарный военный режим.
Титры в конце фильма перечисляют список того, что или кто были запрещены военной хунтой «Чёрных полковников»: длинные волосы у мужчин, мини-юбки, Софокл, Лев Толстой, Еврипид, разбивание стаканов после тостов, забастовки рабочих, Аристофан, Эжен Ионеско, Жан-Поль Сартр, Антон Чехов, Гарольд Пинтер, Эдвард Олби, Андре Бретон, Лев Троцкий, свобода прессы, социология, Марк Твен, Сэмюэл Беккет, Фёдор Достоевский, сиртаки, современная музыка, новейшая математика и буква греческого алфавита «Z» (дзета), обозначающая «Он жив!».

## Саундтрек
Музыку к фильму написал друг и товарищ убитого депутата Ламбракиса Микис Теодоракис, тайно переслав её из Греции. Теодоракис также стал жертвой политических репрессий авторитарного режима. Кроме того, в фильме звучит мелодия «Psyché Rock» композитора электронной музыки Пьера Анри.

## Награды и номинации
- 1969 — приз жюри (Коста-Гаврас) и приз за лучшую мужскую роль (Жан-Луи Трентиньян) на Каннском кинофестивале.
- 1969 — две премии Общества кинокритиков Нью-Йорка за лучший фильм и за лучшую режиссуру (Коста-Гаврас).
- 1970 — две премии «Оскар» за лучший фильм на иностранном языке и за лучший монтаж (Франсуаза Бонно), а также три номинации: лучший фильм (Жак Перрен, Ахмед Рашеди), лучший режиссёр (Коста-Гаврас), лучший адаптированный сценарий (Хорхе Семпрун и Коста-Гаврас).
- 1970 — премия BAFTA имени Энтони Эсквита за лучшую музыку к фильму (Микис Теодоракис), а также четыре номинации: лучший фильм, лучший сценарий (Хорхе Семпрун и Коста-Гаврас), лучший монтаж (Франсуаза Бонно), премия ООН.
- 1970 — премия «Золотой глобус» за лучший фильм на иностранном языке.
- 1970 — номинация на премию Гильдии режиссёров США за лучшую режиссуру художественного фильма (Коста-Гаврас).
- 1970 — Премия Эдгара Аллана По за лучший сценарий к художественному фильму (Хорхе Семпрун и Коста-Гаврас).
- 1970 — Премия Национального общества кинокритиков США за лучший фильм, а также два вторых места — в категориях «лучший режиссёр» (Коста-Гаврас) и «лучший сценарий» (Хорхе Семпрун и Коста-Гаврас).